# Гидроксид иттрия
Гидроксид иттрия — неорганическое соединение, гидроксид металла иттрия с формулой Y(OH)3, белые с желтоватым оттенком кристаллы или аморфное вещество, не растворимое в воде.

## Получение
- Действие горячей воды на металлический иттрий:

{\displaystyle {\mathsf {2Y+6H_{2}O\ {\xrightarrow {90^{o}C}}\ 2Y(OH)_{3}\downarrow +3H_{2}\uparrow }}}
- Окисление иттрия кислородом в присутствии воды:

{\displaystyle {\mathsf {4Y+3O_{2}+6H_{2}O\ {\xrightarrow {}}\ 4Y(OH)_{3}\downarrow }}}
- Действие перегретой воды под давлением на оксид иттрия:

{\displaystyle {\mathsf {Y_{2}O_{3}+3H_{2}O\ {\xrightarrow {350^{o}C,p}}\ 2Y(OH)_{3}}}}
- Действие щелочей на растворимую соль иттрия:

{\displaystyle {\mathsf {Y(NO_{3})_{3}+3NaOH\ {\xrightarrow {}}\ Y(OH)_{3}\downarrow +3NaNO_{3}}}}
- Гидролиз сульфида иттрия горячей водой:

{\displaystyle {\mathsf {Y_{2}S_{3}+6H_{2}O\ {\xrightarrow {100^{o}C}}\ 2Y(OH)_{3}+3H_{2}S\uparrow }}}

## Физические свойства
Гидроксид иттрия образует белые с желтоватым оттенком кристаллы
гексагональной сингонии, пространственная группа P 63m, параметры ячейки a = 0,624 нм, c = 0,353 нм, Z = 2.
Не растворяется в воде, p ПР = 24,50.

## Химические свойства
- Разлагается при нагревании:

{\displaystyle {\mathsf {2Y(OH)_{3}\ {\xrightarrow {200^{o}C}}\ Y_{2}O_{3}+3H_{2}O}}}
{\displaystyle {\mathsf {Y(OH)_{3}\ {\xrightarrow {700^{o}C,p}}\ YO(OH)+H_{2}O}}}
- Реагирует с кислотами:

{\displaystyle {\mathsf {Y(OH)_{3}+3HCl\ {\xrightarrow {}}\ YCl_{3}+3H_{2}O}}}
- Реагирует с углекислым газом:

{\displaystyle {\mathsf {2Y(OH)_{3}+3CO_{2}\ {\xrightarrow {}}\ Y_{2}(CO_{3})_{3}+3H_{2}O}}}